# Hoher Peissenberg
Le Hoher Peissenberg, en Haute-Bavière, est un mont des collines d'Ammer-Loisach. Son altitude de 988 m est une des plus élevées des préalpes. On l'appelle aussi le Rigi bavarois en référence au mont Rigi en Suisse et ses installations de radiodiffusion.
La vue sur les Alpes par beau temps porte à l'ouest jusqu'au Grünten et à l'est jusqu'au massif du Wetterstein.
Sur le Hoher Peissenberg, outre la tour de radiodiffusion en béton armé de 160 m, on trouve la première station météorologique de montagne du monde (dès le XVIIIe siècle), une église de pèlerinage, et un hôtel. Au pied de la montagne s'étendent les municipalités de Peißenberg et de Hohenpeißenberg.
Du XIXe siècle à 1971 on exploita le charbon du sous-sol.

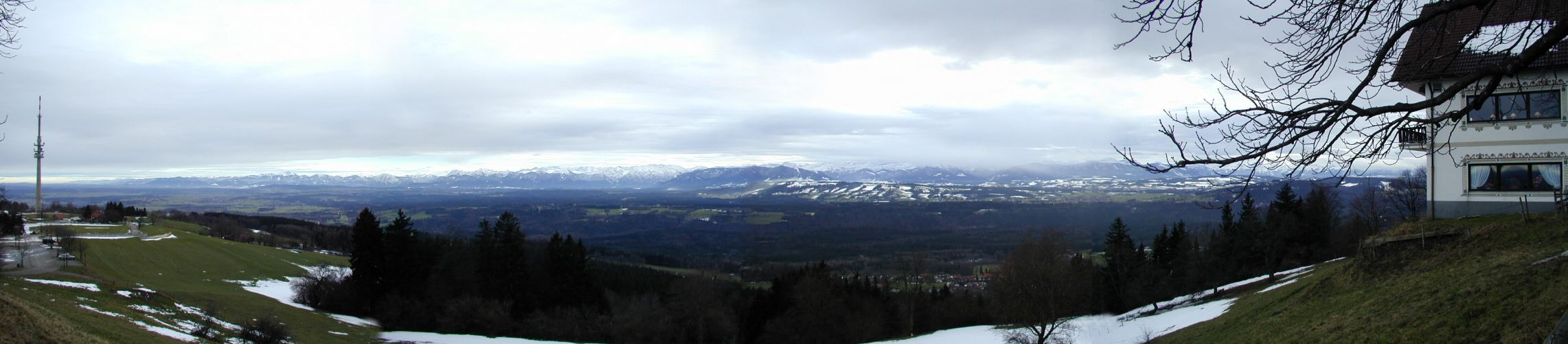
Panorama du Hoher Peissenberg, avril 2004